# Schaliehoeve

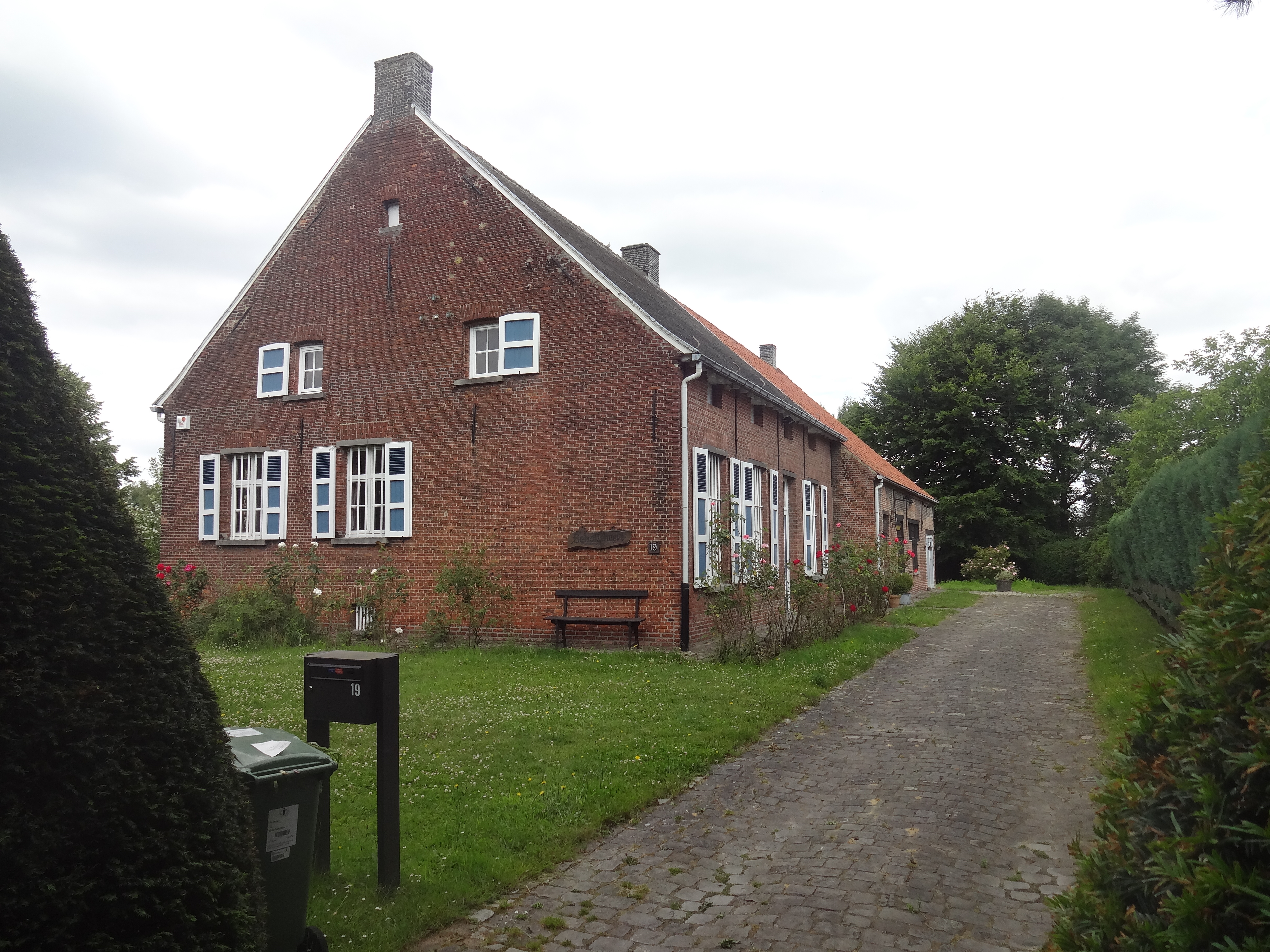
Schaliehoeve straatkant

De Schaliehoeve is een oude hoeve in het Vlaamse dorp Boechout, gelegen aan de Heerbaan.

## Geschiedenis
Geschiedkundige nota's over de Schaliehoeve werd in 1973 door J. Jacobs geschreven maar nooit gepubliceerd. Er werd hier veel informatie uit geput. Het document van J.Jacobs vermeldt de pachters van 1569 t/m 1867, plus de namen van 2 pachters voor 1569.
Een cijnsboek van het Hof van Boechout gedateerd 1560 verwijst naar de hoeve langs de "herbane" - dit was geen Romeinse heerbaan, maar een bochtige weg tussen Antwerpen en Lier. Dit cijnsboek vermeldt opeenvolgende eigenaars vanaf de tweede helft van de 15de eeuw.
Tijdens de 16de eeuw kende de hoeve een grote uitbreiding.
De naam "Schaliehoeve" verschijnt echter pas vanaf 1634. Voordien werd het ook vernoemd als "Wouters goet van Karenbroeck" en "Herberge Te Putte". Op een kaart van 1714, die de nieuwe steenweg Antwerpen-Lier weergeeft, wordt de hoeve vermeld als "de Chastille", en heeft ze een U-vorm. Een andere kaart, gedateerd 1753, toont de hoeve in haar huidige I-vorm. Het huidige gebouw dateert dus uit het begin van de 18de eeuw.
De hoeve is te zien op de Ferrariskaarten (1770-1778). Het was een van de weinige onafhankelijke hoeves in de streek. Het werd gebruikt als hoofdkwartier voor Napoleontische, Duitse en geallieerde legers. Tijdens de Tweede Wereldoorlog werd de ingangspoort door tanks geramd en stortte in.
In 1964 werden de gronden van de Schaliehoeve verkaveld en vormen nu de Schaliehoevewijk. De hoeve zelf werd intensief gerenoveerd en omgebouwd tot een woonhuis. De schuur stortte rond die tijd plots in.

## Beschrijving
Het hoofdgebouw, dat nog steeds bestaat en bewoond is, bestaat uit een voorgedeelte, met kenmerkend dak uit schalie die de hoeve ook haar naam gaven, en een achtergedeelte, met oude dakpannen. Het voorgedeelte was de oorspronkelijke woning, terwijl het achterste gedeelte de stallen waren, die tijdens de renovatiewerken in de jaren 1960 werden omgebouwd tot kamers, keuken, badkamer, en garage.

## Kenmerken
Verschillende karakteristieken van het gebouw omvatten onder andere:
- twee opkamers - kamers die boven een lage kelder lagen en dus hoger dan de rest van de woning - dienden als slaapkamers gezien de betere isolatie ten opzichte van de grond; de lage kelder diende voor koele opslag;
- een zeer brede open haard met kijkgat naar de vroegere stallen; er was zelfs plaats voor een stoof in de haard om het voedsel voor de dieren op te warmen, met een gat in de muur om het rechtstreeks naar de stallen door te schuiven;
- een zeer ruime zolder waar vroeger de oogst in werd binnengehaald; er was zelfs een kleine woonhoek voorzien voor de tijdelijke werkers tijdens de oogst.

Het hele huis werd zoveel mogelijk in een rustieke stijl bewaard. De huidige eigenaars zijn de familie Pladys-Schiltz.

## Galerij

Woonkamer
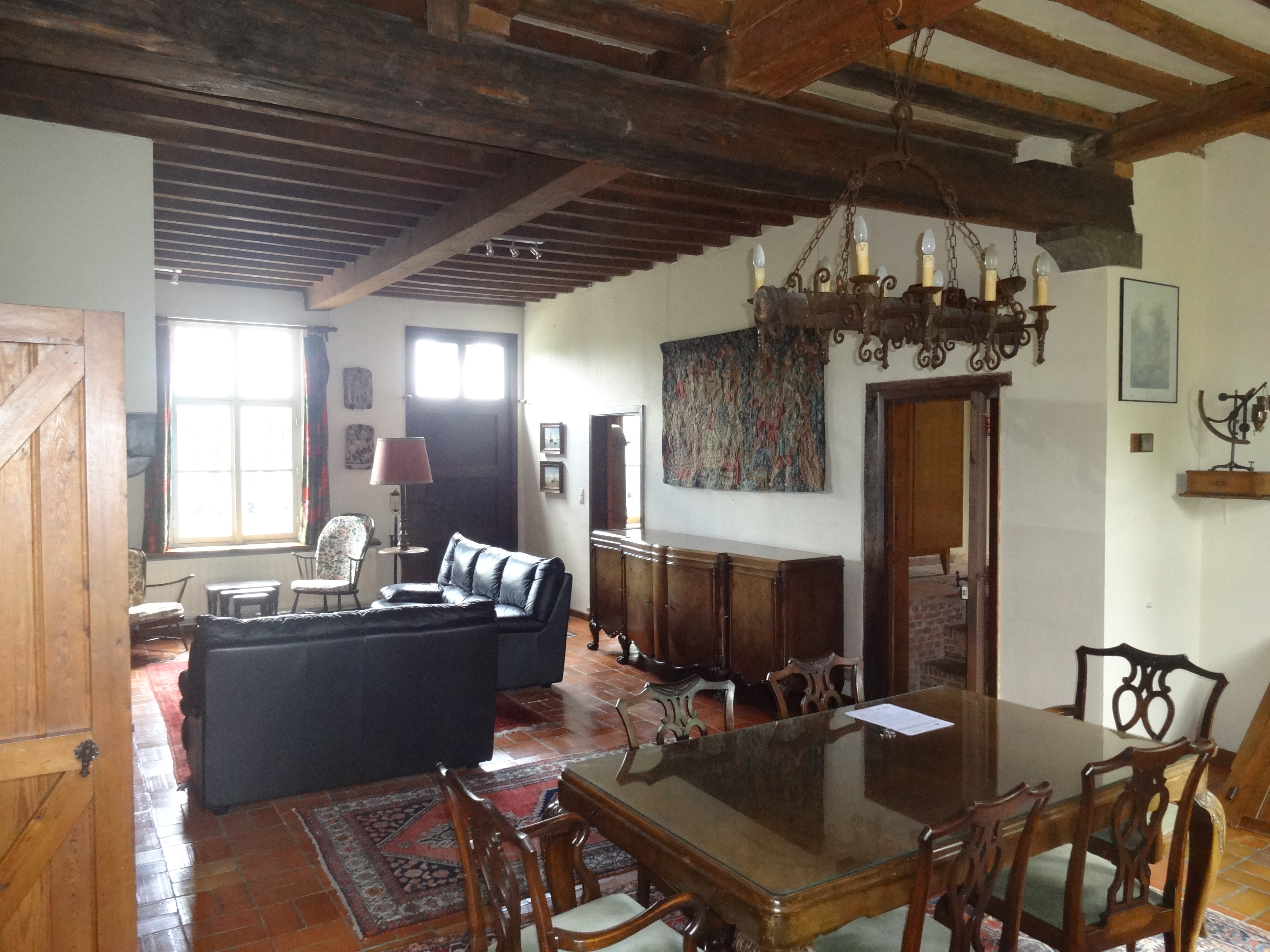
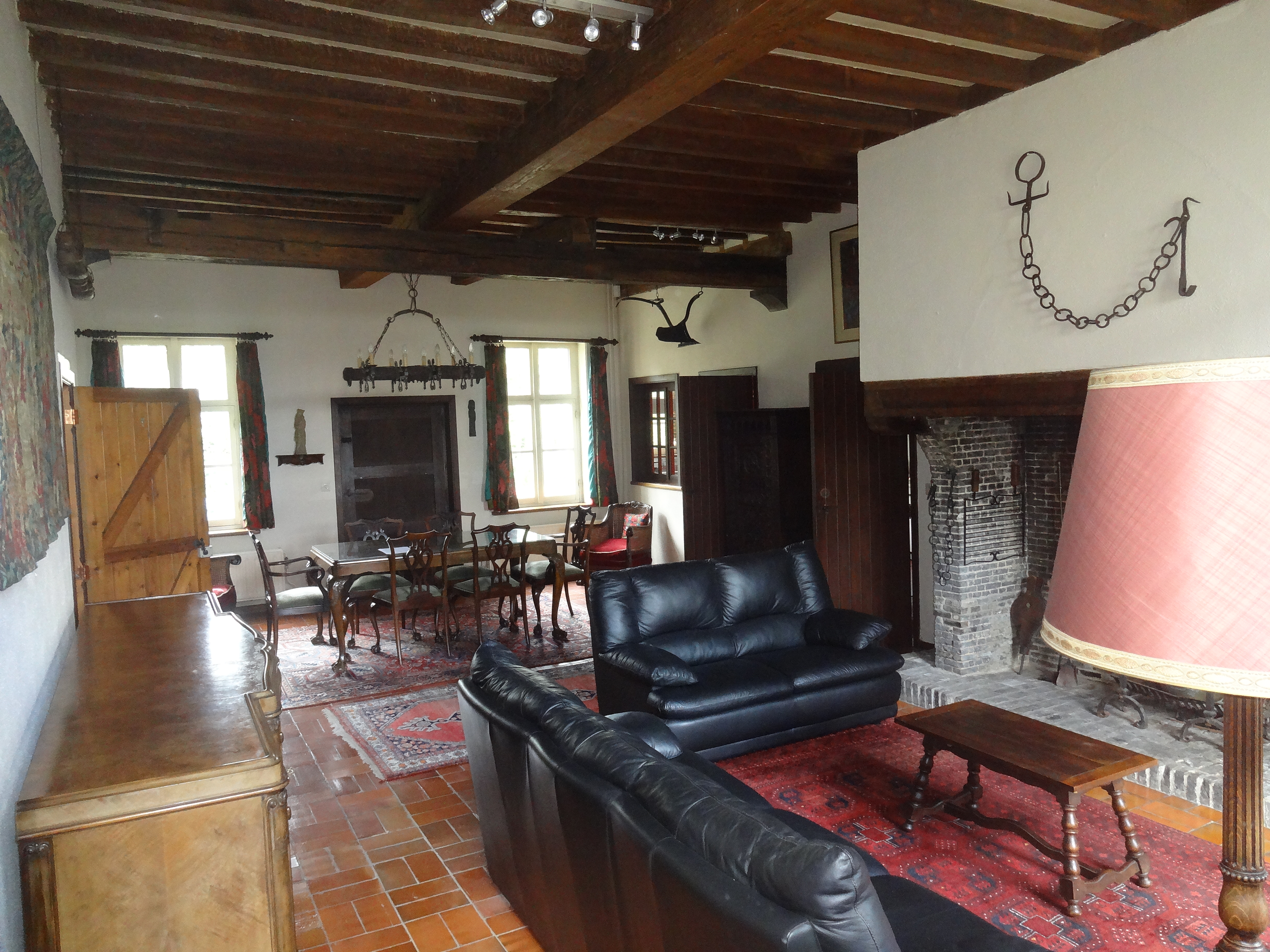
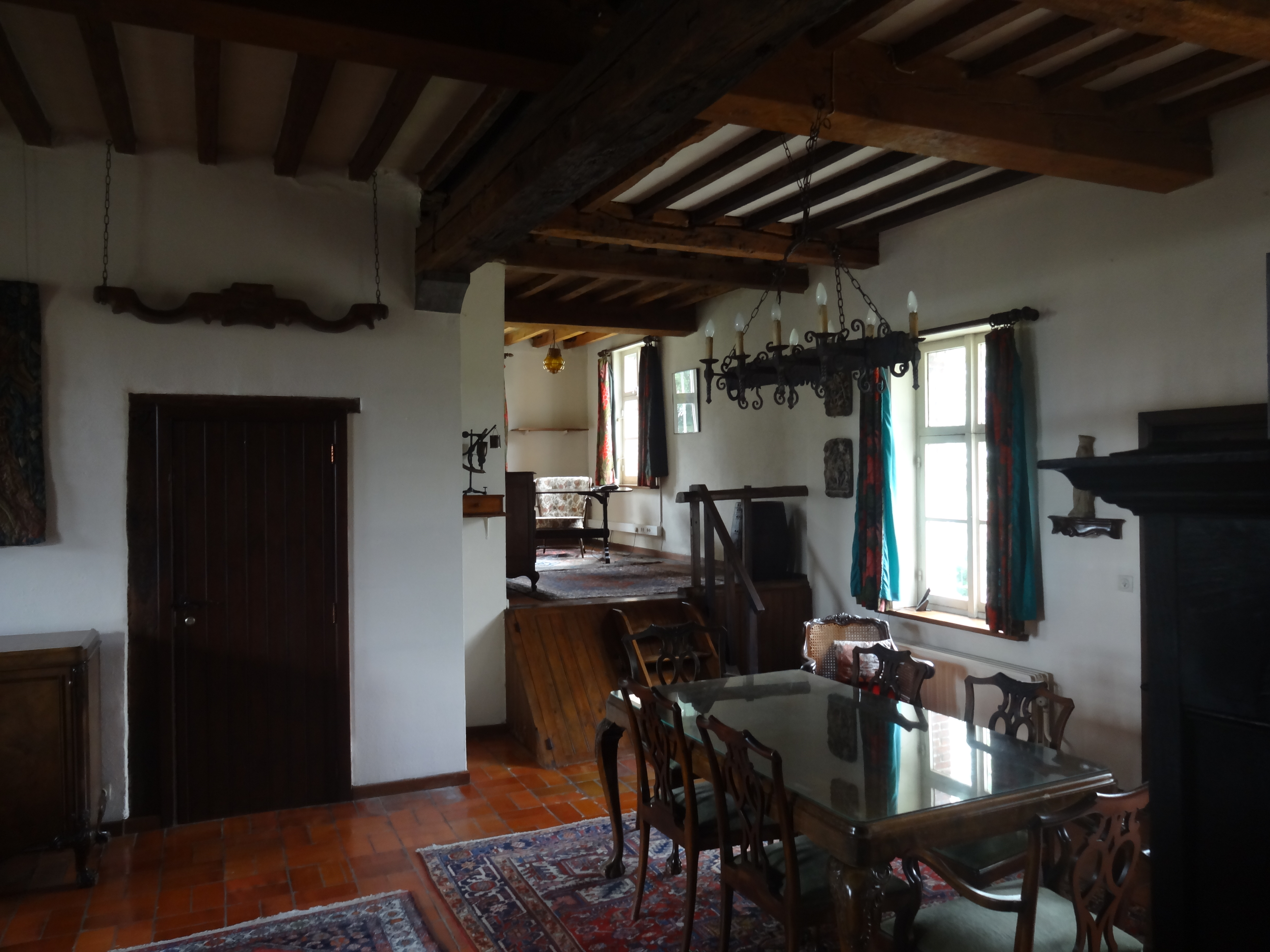

Kenmerken
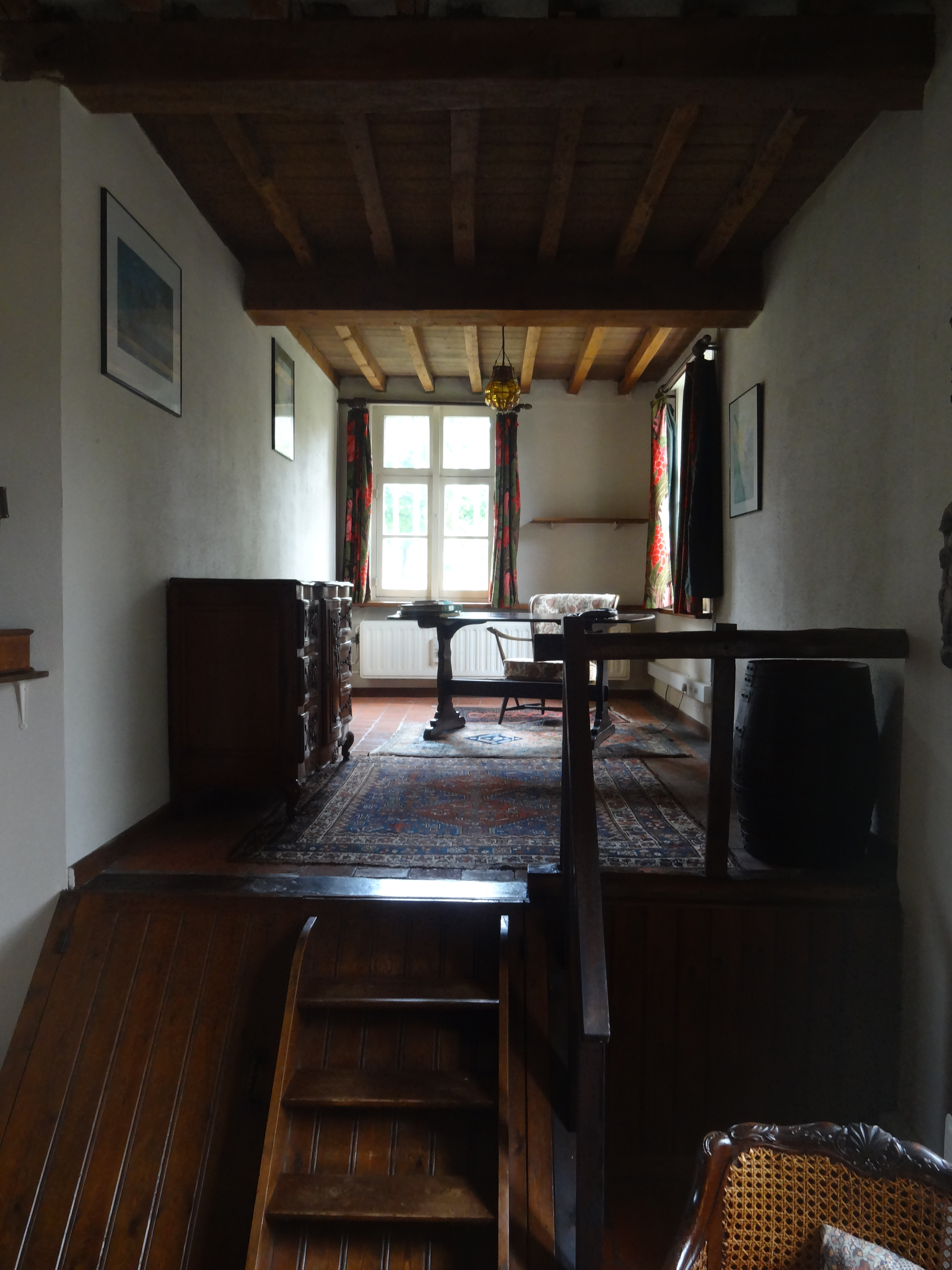
Opkamer
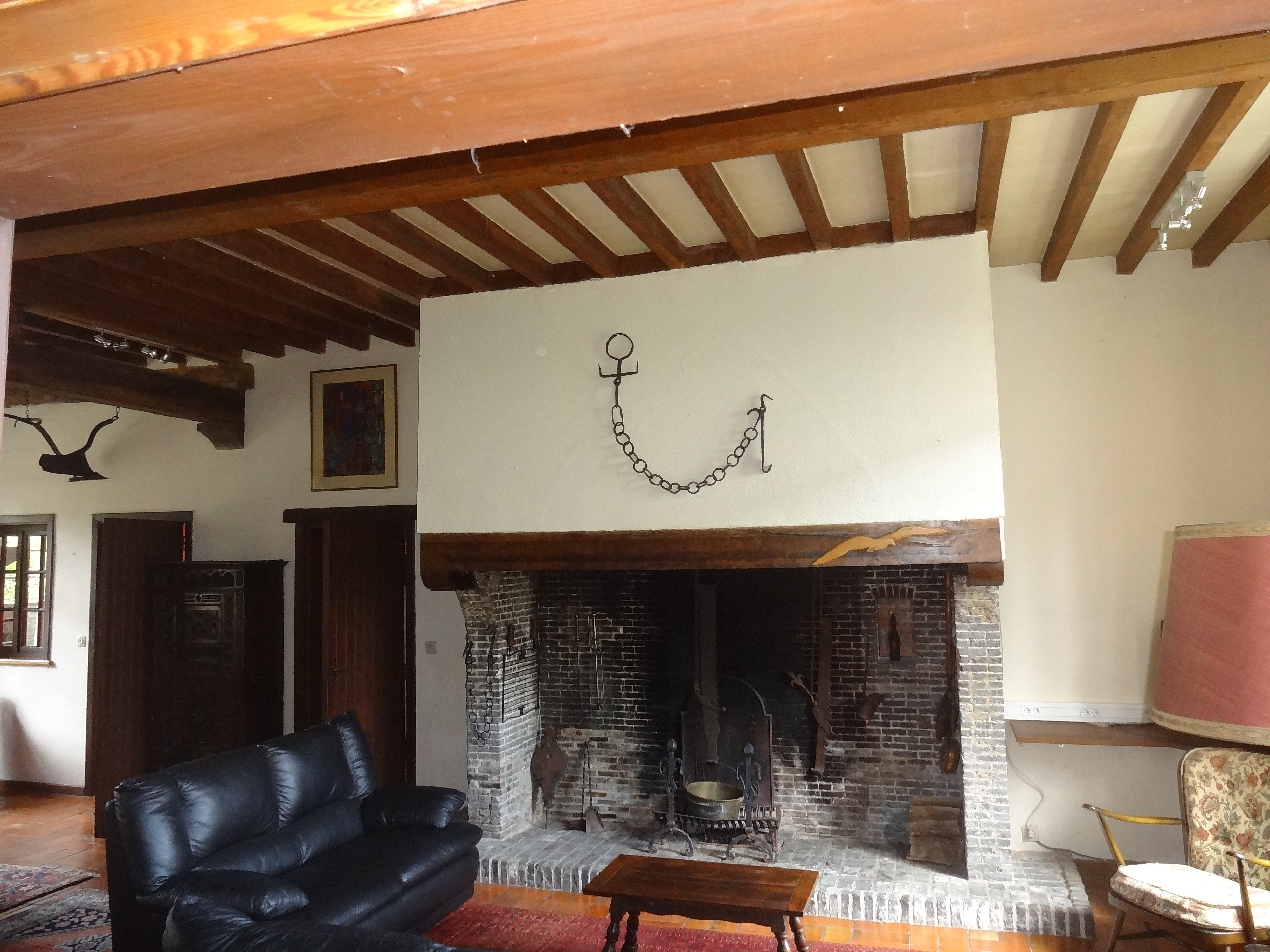
Open haard
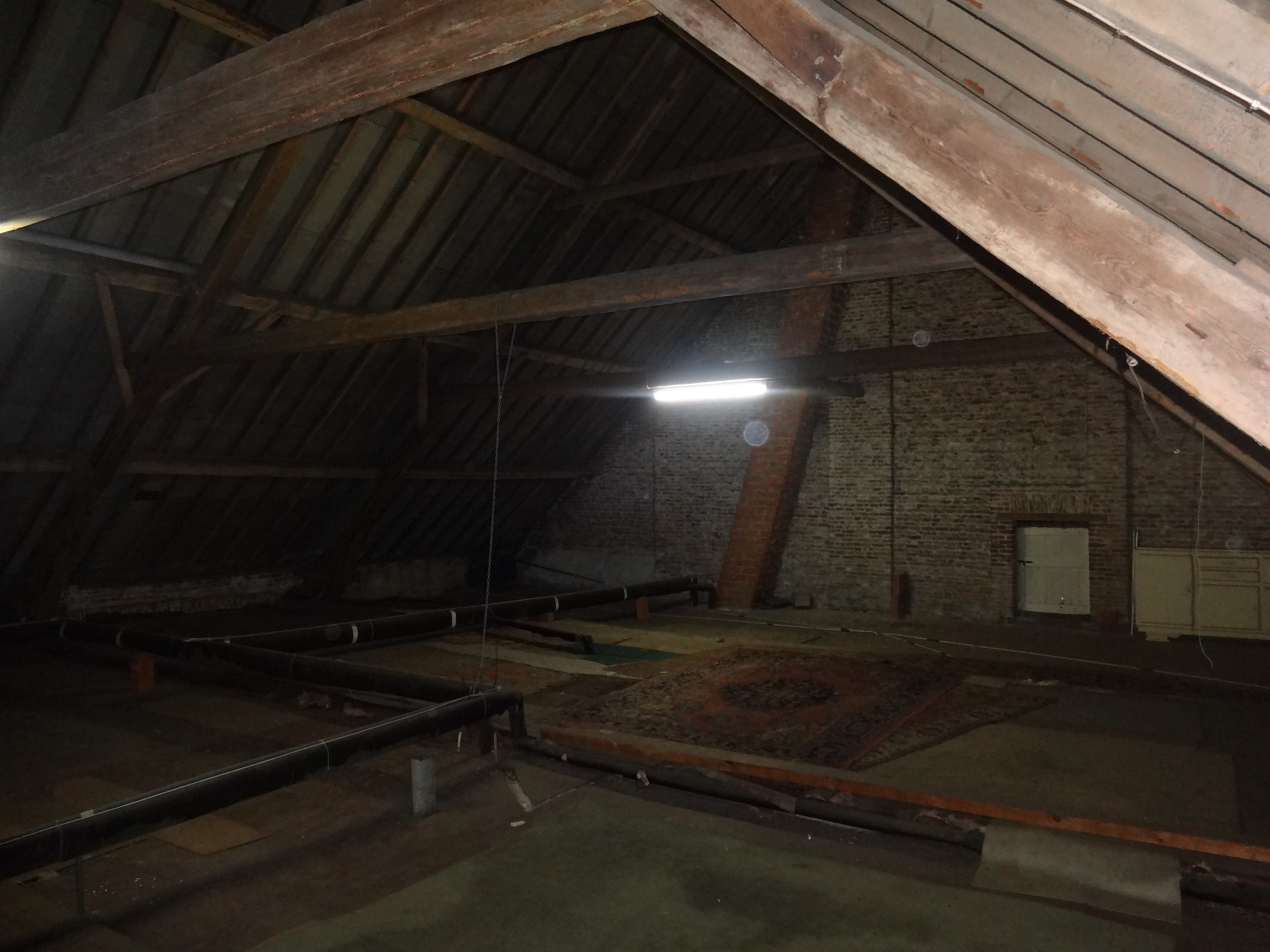
Hooizolder

Exterieur
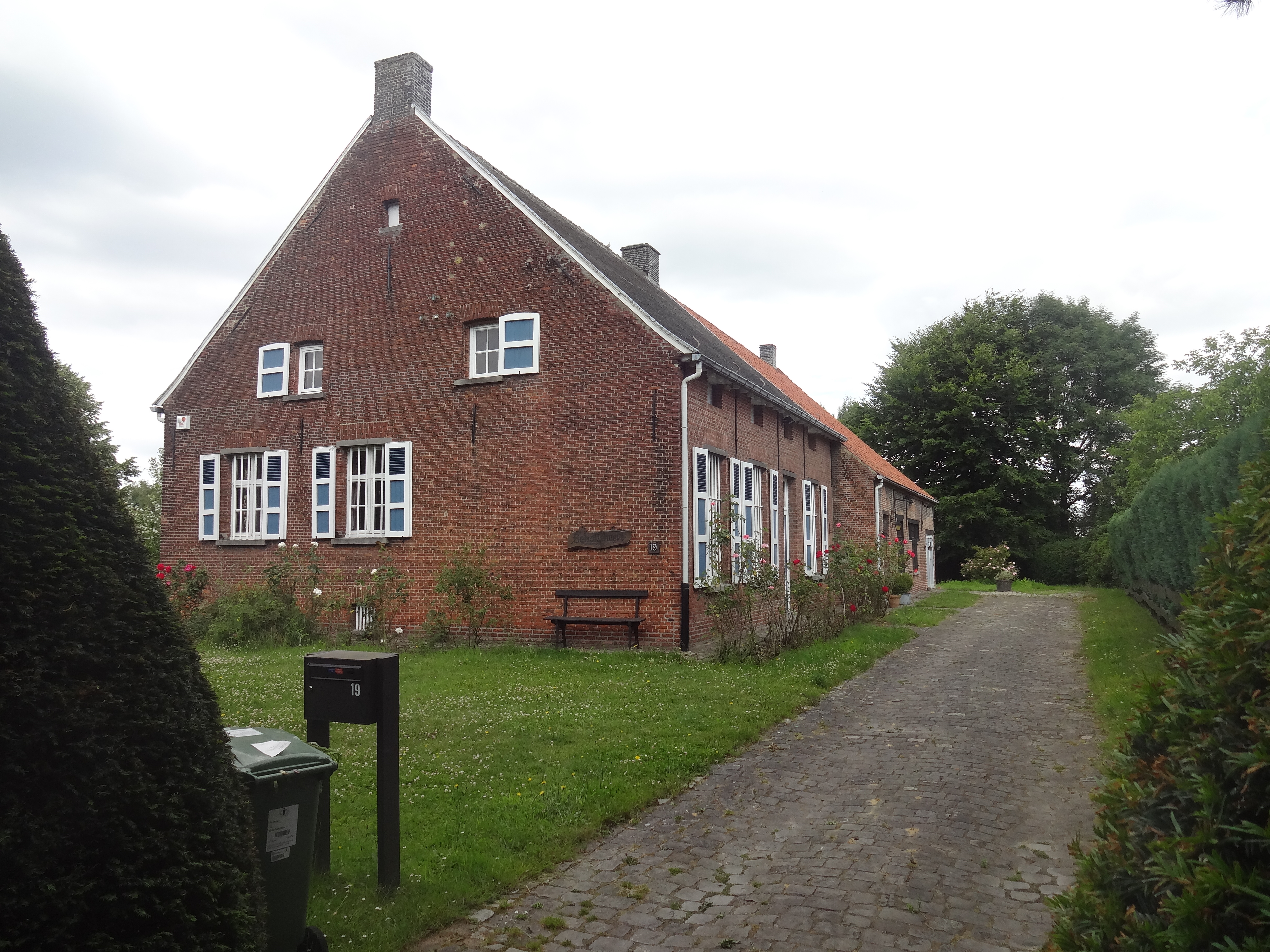
Straatkant
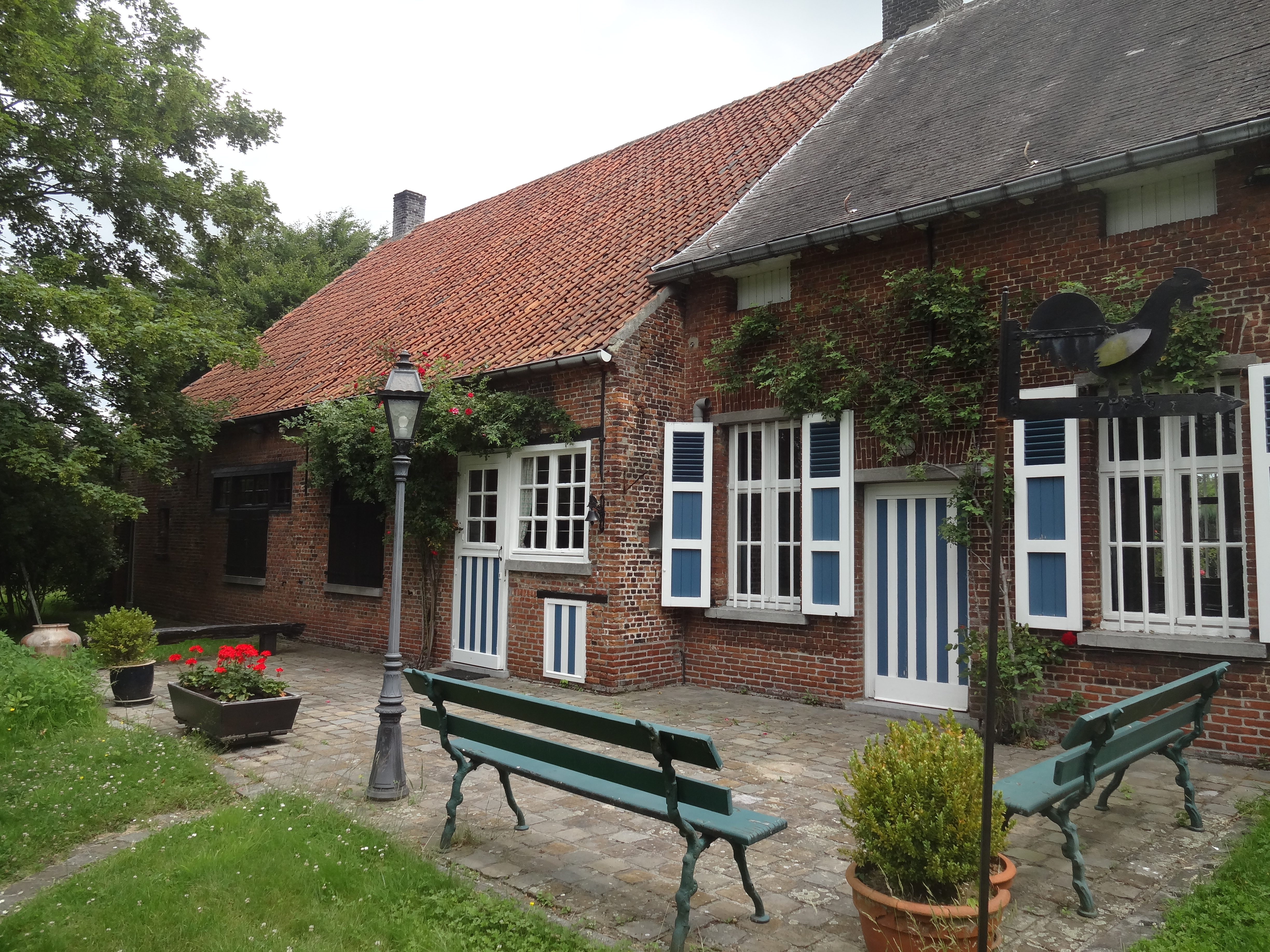
Tuinkant
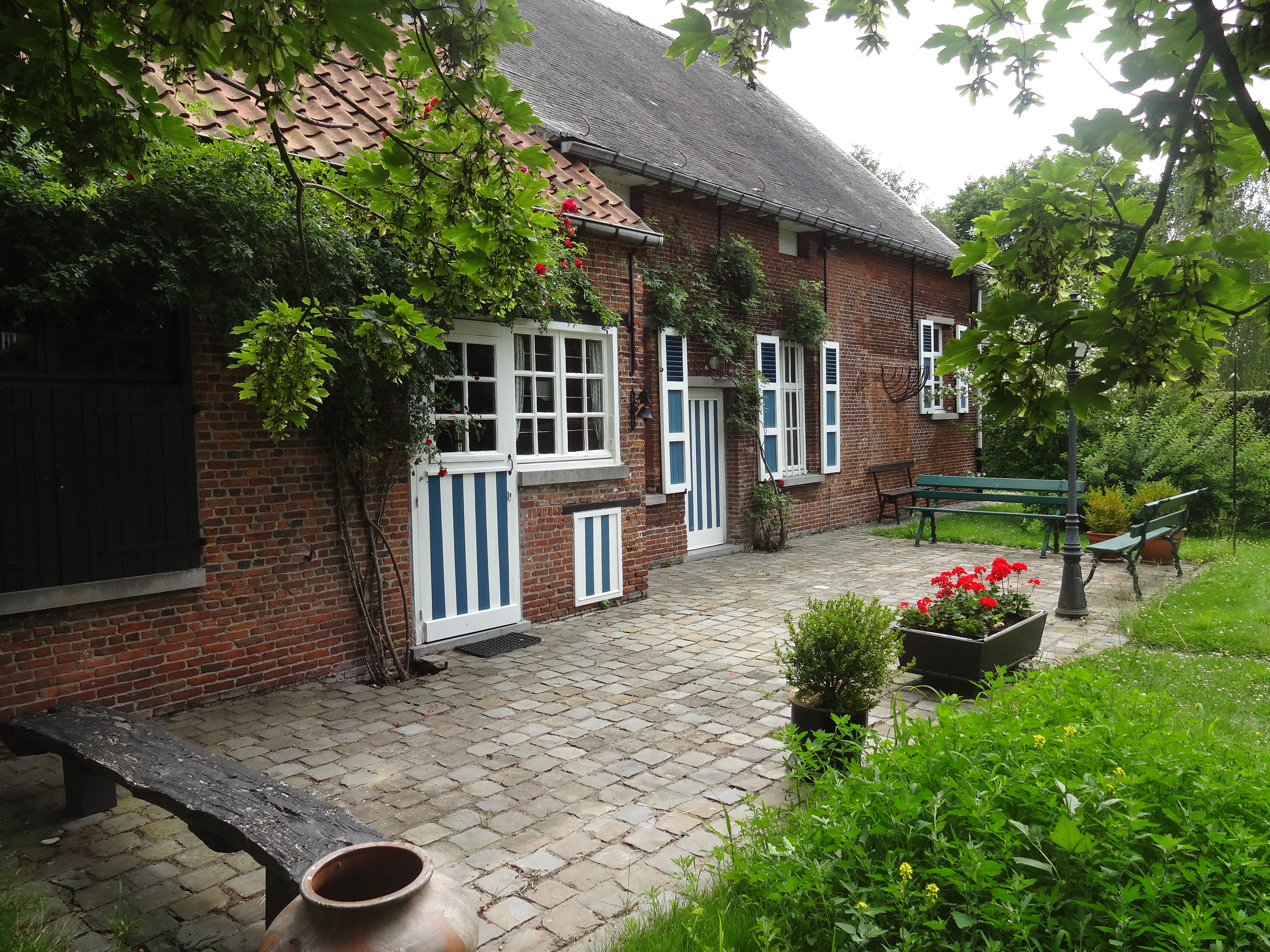
Terras

- Woonkamer

Rest van interieur
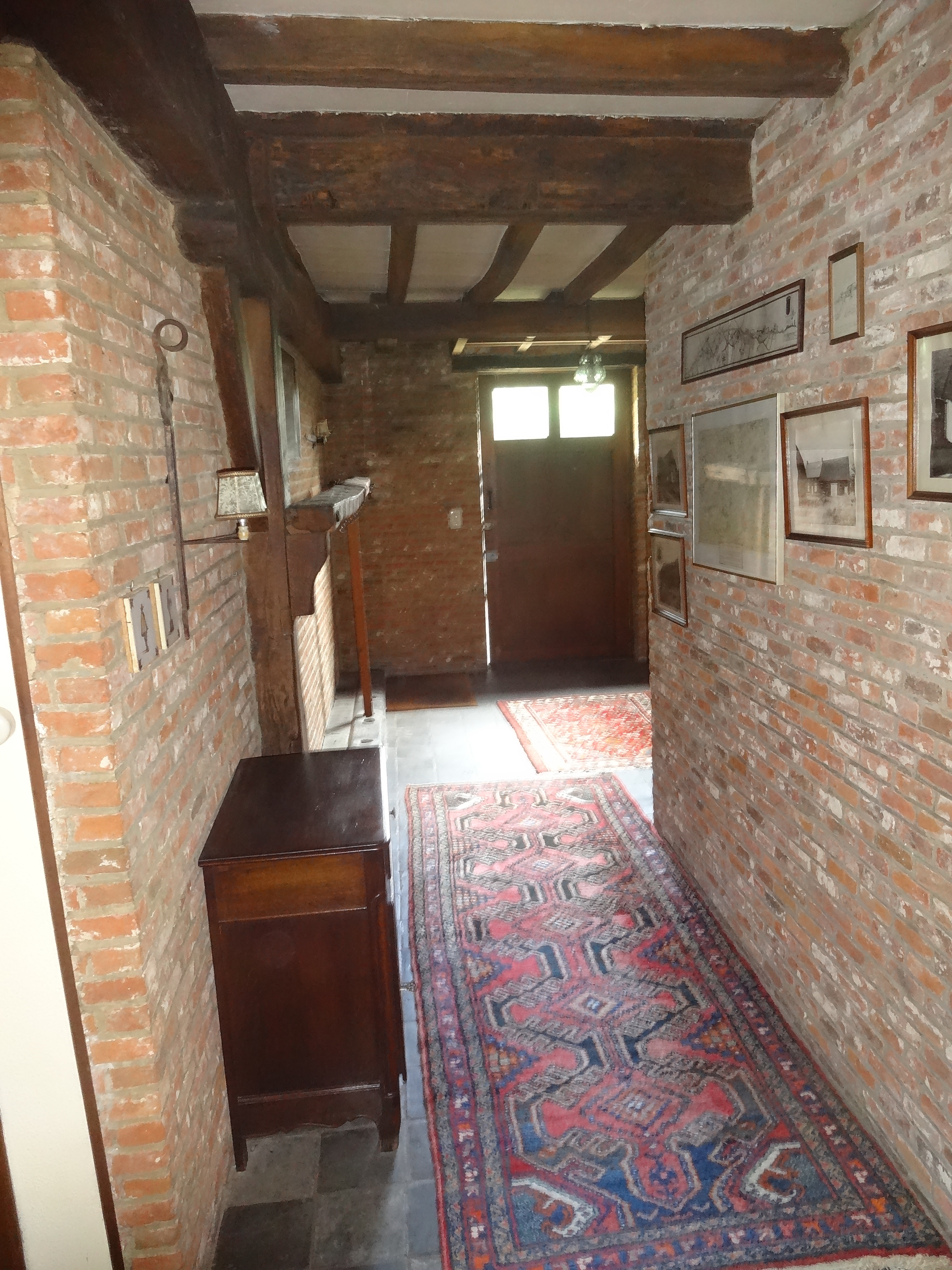
Inkomhal
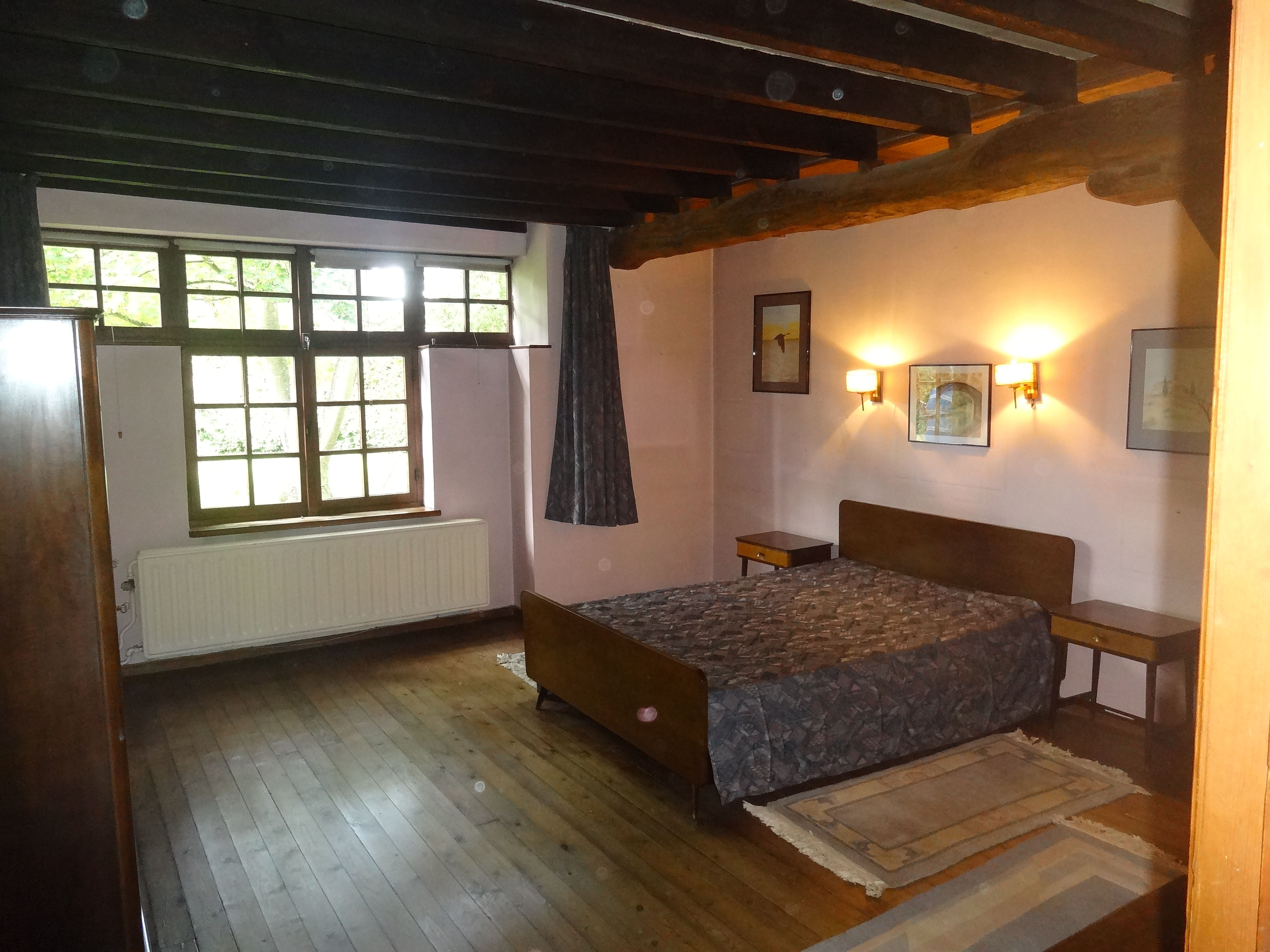
Een van de slaapkamers
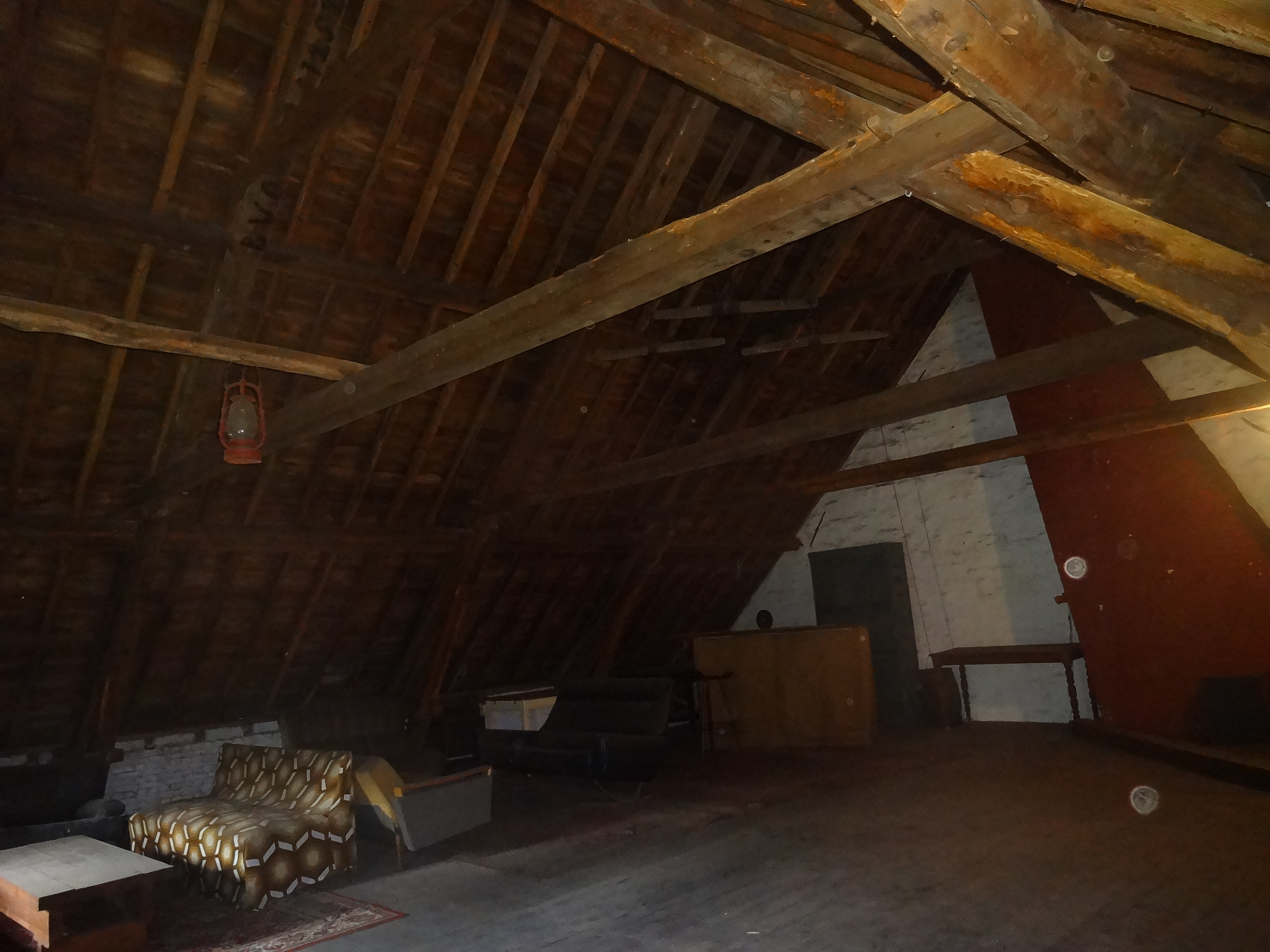
Zolder